# NGC 2348
NGC 2348 је расејано звездано јато у сазвежђу Летећа риба које се налази на NGC листи објеката дубоког неба.
Деклинација објекта је - 67° 23' 39" а ректасцензија 7h 3m 2,7s. Привидна величина (магнитуда) објекта NGC 2348 износи 12,4. NGC 2348 је још познат и под ознакама ESO 88-SC1.